# Перепись населения Кыргызстана (2009)
Перепись населения Кыргызстана 2009 года — вторая национальная перепись, прошедшая в независимом Кыргызстане с 24 марта по 2 апреля 2009 года. Стала одиннадцатой по счёту переписью на территории республики. До этого переписи проводились в 1897, 1920, 1926, 1937, 1939, 1959, 1970, 1979, 1989 и 1999 гг. Подготовительные мероприятия начались в 2005 году. 2 апреля 2009 года стали известны предварительные результаты. Итоговые результаты были опубликованы в 2010 году. В анкету было включено 18 вопросов, включая пол, возраст, образование, источник доходов, гражданство и национальность респондента. Участие в переписи было обязательным не только для граждан страны, но и для иностранцев, находящихся на её территории. Перепись продолжала фиксировать резкое сокращение русского и другого европейского (в основном русскоязычного) населения, хотя его темпы несколько замедлились. Число русских в Кыргызстане за 10 лет сократилось на 30,4 %, за предыдущие 10 лет на 35 %. Доля русских продолжала снижаться в Чуйской области, куда начали активно переселяться киргизы, а также в Бишкеке, где она опустилась с 33 % до 26 %, хотя ещё в 1990 году русские составляли 55 % населения столицы. Доля киргизов в столице возросла с 52,8 % до 58,6 % населения. Вторым по численности и приросту национальным меньшинством стали узбеки, рост которых составил 103,5 тыс., или 15,6 %. Продолжался рост числа и доли других азиатских меньшинств (дунгане, таджики, турки, уйгуры, туркмены, китайцы), но их количество не претерпело существенных изменений. Общее население республики впервые превысило 5-млн. отметку. На демографические процессы, происходившие в межпереписной период, повлиял как сохраняющийся довольно высоким естественный прирост титульной нации, так и депопуляция и отток «некоренных» этносов, особенно русских. Таким образом, из республики с прежде пестрым национальным составом, Кыргызстан превращается в страну с ярко выраженным этническим большинством.
По данным переписи 2009 года численность населения страны составила 5 362 793 жителей (что более чем на 540 тыс. человек (11,2 %) больше, чем в 1999 году. Городское население составило в 2009 году 1 828 200 человек (34,1 %), сельское население — 3 534 600 (65,9 %).

## Национальный состав
| Национальный состав 1999 | Национальный состав 1999 | Национальный состав 1999 | Национальный состав 1999 | Национальный состав 1999 |
| ------------------------ | ------------------------ | ------------------------ | ------------------------ | ------------------------ |
| киргизы                  |                          |                          | 64.9 %                   |                          |
| узбеки                   |                          |                          | 13.8 %                   |                          |
| русские                  |                          |                          | 12.5 %                   |                          |
| другие                   |                          |                          | 8.8 %                    |                          |

| Национальный состав 2009 | Национальный состав 2009 | Национальный состав 2009 | Национальный состав 2009 | Национальный состав 2009 |
| ------------------------ | ------------------------ | ------------------------ | ------------------------ | ------------------------ |
| киргизы                  |                          |                          | 70.9 %                   |                          |
| узбеки                   |                          |                          | 14.3 %                   |                          |
| русские                  |                          |                          | 7.8 %                    |                          |
| другие                   |                          |                          | 7.0 %                    |                          |

|               | Численность, чел. 2009 | %        |
| ------------- | ---------------------- | -------- |
| Кыргызстан    | 5362793                | 100,00 % |
| Киргизы       | 3804788                | 70,95 %  |
| Узбеки        | 768405                 | 14,33 %  |
| Русские       | 419583                 | 7,82 %   |
| Дунгане       | 58409                  | 1,09 %   |
| Уйгуры        | 48543                  | 0,91 %   |
| Таджики       | 46105                  | 0,86 %   |
| Турки         | 39133                  | 0,73 %   |
| Казахи        | 33198                  | 0,62 %   |
| Татары        | 31491                  | 0,59 %   |
| Украинцы      | 21924                  | 0,41 %   |
| Корейцы       | 17299                  | 0,32 %   |
| Азербайджанцы | 17267                  | 0,32 %   |
| Курды         | 14000                  | 0,26 %   |
| Немцы         | 9487                   | 0,18 %   |